# Citizens’ Climate Lobby
Citizens’ Climate Lobby (CCL) – powstała w 2007 roku międzynarodowa organizacja pozarządowa, której siedziba znajduje się w Coronado, w Kalifornii, w Stanach Zjednoczonych. Szkoli i wspiera wolontariuszy w budowaniu relacji z decydentami politycznymi w celu wpłynięcia na politykę w sprawie zmian klimatu. Celem CCL jest ponadpartyjne poparcie, by ustanowić w obrębie poszczególnego państwa opłatę węglową, a w szczególności neutralną finansowo opłatę i dywidendę węglową.
Organizacja wspierana jest przez naukowców-klimatologów, m.in. James Hansen, Katharine Hayhoe i Daniel Kammen. W skład rady nadzorczej Citizens’ Climate Lobby wchodzą: były sekretarz stanu Stanów Zjednoczonych George P. Shultz, były amerykański polityk Bob Inglis, aktor Don Cheadle oraz założyciel lobby obywatelskiego Results, Sam Daley-Harris.

## Wprowadzenie
Citizens’ Climate Lobby jest bezpartyjną organizacją  pozarządowa z członkami w Stanach Zjednoczonych, Kanadzie i innych państwach, która opowiada się za skutecznym ustawodawstwem klimatycznym. Jej głównym celem jest tworzenie politycznej woli dla zrównoważonego klimatu, jednocześnie szkoląc obywateli i rozwijając ich osobiste możliwości polityczne. Międzynarodowa siedziba znajduje się w Coronado, w Kalifornii, a kanadyjskie biuro zlokalizowane jest w Sudbury w Ontario. Citizens’ Climate Lobby składa się z lokalnych grup wolontariuszy, które lobbują rządowych przedstawicieli regionów wyborczych i edukują obywateli, poprzez stoiska na wydarzeniach, i media. Ich celem jest zmniejszenie emisji gazów cieplarnianych i promowanie przejścia do ekonomii bazującej na odnawialnych źródłach energii przez wolnorynkowe podejście: neutralną finansowo opłatę i dywidendę węglową oraz zaprzestanie dofinansowywania firm wydobywających paliwa kopalne. W Stanach Zjednoczonych wolnorynkowe podejście do ustalenia ceny za węgiel zyskuje coraz większe poparcie zarówno republikanów, jak i demokratów. CCL uważa, że neutralna finansowo opłata i dywidenda węglowa pozwoli skutecznie ograniczyć emisje dwutlenku węgla, jednocześnie nie wymagając skomplikowanych regulacji.

## Historia
Citizens’ Climate Lobby powstało w Stanach Zjednoczonych w 2007 roku po tym jak założyciel Marshall Saunders dostrzegł potrzebę dla ustawodawstwa przyjaznego dla klimatu i gospodarki. Saunders, skuteczny biznesmen, który został filantropem, znany z prac w dziedzinie mikrokredytów, stawał się coraz bardziej zatroskany zmianą klimatu. Saunders ciągle wartościował zmianę zachowania pojedynczych osób, ale w obliczu zmiany klimatu coraz wyraźniej widział potrzebę działań na większą skalę. Przyszedł czas dla rządu na zaprzestanie dofinansowania firm wydobywających paliwa kopalniane. Przy coraz większych zapotrzebowaniach energetycznych wierzył, że skuteczne prawo jest niezbędne do ograniczenia emisji poprzez wprowadzenie opłaty węglowej.
Tworząc Citizens’ Climate Lobby Saunders współpracował z Results, organizacją non-profit wspierającą wolontariuszy, którzy chcą w efektywny sposób wpływać na tworzone ustawy. Model obywatelskiego lobby Results widoczny jest w podejściu CCL. Podzielone zgodnie z okręgami wyborczymi grupy wolontariuszy działają poprzez lokalne media i przedstawicieli rządu, by budować publiczne wsparcie i polityczną wolę dla zmian. Organizacja jako swoje najważniejsze cele ustaliła wprowadzenie krajowej ustawy przeciwdziałającej zmianie klimatu, stworzenie szerokiego politycznego poparcia dla zrównoważonego klimatu, wspierania obywateli w budowaniu relacji z rządem. Stany Zjednoczone są często postrzegane jako niezbędny lider dla międzynarodowych wysiłków dążących do ograniczenia emisji CO2, ponieważ wprowadzenie opłaty węglowej w USA spowoduje zmiany ustaw w innych krajach.
W 2009 roku Citizens’ Climate Lobby zorganizowało swoją pierwszą coroczną konferencję w Waszyngtonie, zrzeszając przedstawicieli z różnych obszarów Stanów Zjednoczonych, jak również kilku Kanadyjczyków. Ci ostatni założyli w 2011 roku pierwszy kanadyjski oddział w Sudbury, Ontario.
Od samego powstania organizacja gwałtownie rosła i rozprzestrzeniała się – od 3 lokalnych grup w 2007 roku do 228 grup w grudniu 2014. Grupy znajdują się na terenie Stanów Zjednoczonych i Kanady, a ostatnio powstają też w innych krajach, to m.in. Szwecja, Bangladesz (obydwa od 2013 roku), Australia, Niemcy, Indie, Nepal, Panama, Wielka Brytania, Burundi, Brazylia, Kamerun, Chile, Francja, Kenia, Islandia, Włochy, Holandia, Nowa Zelandia, Nigeria, Katar, Polska, Rumunia, Portugalia, Serbia, Szkocja, Szwajcaria i Ukraina.
Wolontariusze spotykają się co miesiąc w lokalnych grupach, by doskonalić swe umiejętności komunikacyjne, poszerzać wiedzę o zmianie klimatu, omawiać i koordynować działania członków, organizować stoiska na lokalnych wydarzeniach oraz ćwiczyć prezentacje i dyskusje z politykami i mediami. Te działania wspierają główne cele organizacji i pomagają w osiągnięciu skutecznej ustawy ograniczającej emisje gazów cieplarnianych.

## Ustawa o opłacie i dywidendzie węglowej w USA
Citizens' Climate Lobby proponuje krajową ustawę, która zmniejszyłaby emisje gazów cieplarnianych Stanów Zjednoczonych, poprzez wprowadzenie opłaty na dwutlenek węgla (CO2) i ekwiwalenty innych gazów. Opłata byłaby nałożona na paliwa kopalne w momencie wydobycia – kiedy wchodzą do gospodarki. Środki byłyby zbierane i w 100% zwracane jako roczna płatność każdemu amerykańskiemu domostwu. To uchroniłoby obywateli biednych lub przeciętnie zarabiających od wzrostu cen powiązanych z opłatą węglową. Ta propozycja zawiera początkową opłatę na poziomie 15 USD za tonę ekwiwalentu CO2 i coroczny wzrost o 10 USD za tonę. Opłata kontynuowałaby wzrost, aż do momentu, kiedy roczne emisje CO2 Stanów Zjednoczonych spadłyby do poziomu 10% historycznych emisji w 1990 roku. By chronić konkurencyjność amerykańskich przemysłów na międzynarodowym rynku przy imporcie dóbr z krajów, w których nie ma opłaty węglowej nakładana byłaby opłata wyrównawcza – podobnie do Protokołu Montrealskiego. W przypadku eksportu towarów z USA do krajów bez opłaty węglowej firma otrzymywałaby zwrot pobranej opłaty węglowej. Dodatkowo wszystkie obecne dofinansowania, wliczając ulgi podatkowe dla paliw kopalnych byłyby wycofane na przestrzeni 5 lat od wejścia w życie ustawy.

### Neutralna finansowo opłata i dywidenda
Neutralna finansowo opłata jest neutralna z punktu widzenia dochodów. Zgromadzone przez organy państwowe środki, które z gospodarki wpłynęły do skarbu państwa, są w całości wypłacane obywatelom, co powoduje równoważący przepływ gotówki ze skarbu państwa do gospodarki. Ilość środków, które gospodarka zapłaciła w formie podatku i otrzymała w formie dywidendy jest sobie równa. Państwo podobnie otrzymuje i traci tę samą kwotę, jednak ponosi też dodatkowy, marginalny koszt administracyjny.

### Podobieństwa do polityki klimatycznej w Kolumbii Brytyjskiej
Podobna ustawa została wprowadzona w kanadyjskiej prowincji Kolumbii Brytyjskiej w 2008 roku. Ustawą była neutralna finansowo opłata węglowa i tak zwane „węglowe ulgi podatkowe”. Dochód z opłat zamiast być zwracany jako dywidenda, został użyty do rozliczenia podatków obywateli i firm. Opłata węglowa z dywidendą pozwala na bardziej przewidywalne stawki podatkowe w stosunku do rozwiązania w kanadyjskiej prowincji. W 2015 roku, po analizie emisji gazów cieplarnianych Kolumbii Brytyjskiej okazało się, że emisje spadły o 17% względem roku 2008, podczas gdy wzrost gospodarczy był wyższy niż w pozostałych częściach Kanady.

### Badania przeprowadzone przez REMI
Organizacja nawiązała kontakt z prywatną firmą zajmującą się modelami ekonomicznymi, Regional Economic Models, Inc (REMI), która przeprowadziła i opublikowała w 2014 roku obiektywną analizę ekonomicznych wpływów wprowadzenia opłaty i dywidendy węglowej w Stanach Zjednoczonych. Wynik badań pokazał, że po wprowadzeniu ustawy w 2016 roku, w ciągu 20 lat amerykańska emisja CO2 spadnie do poziomu 50% emisji w 1990 roku. Dodatkowo zauważono, że zwrot opłat węglowych do amerykańskich gospodarstw stymuluje ekonomię i spowodował stworzenie dodatkowych 2,8 miliona miejsc pracy. Oczyszczone powietrze pozwoliło uniknąć w badanym okresie 230 000 przedwczesnych śmierci.

## Podstawy ekonomiczne działań
Citizens' Climate Lobby doradza wprowadzenie opłat węglowych, bazując na wsparciu ekonomistów, zarówno konserwatywnych jak i liberalnych, włączając w to George’a Shultza, Gary’ego Beckera, Gregory’ego Mankiwa, Arthura Laffera, Nicholasa Sterna i Shi-Linga Hsu.
Shultz to były sekretarz stanu prezydenta Ronalda Reagana. Becker jest laureatem nagrody Nobla z ekonomii i profesorem na Uniwersytecie Chicagowskim. Gregory Mankiw był doradcą ekonomicznym Mitta Romneya. Nicholas Stern jest przewodniczącym Grantham Research Institute on Climate Change and Environment w London School of Economics oraz przewodniczącym Centre for Climate Change Economics and Policy (CCCEP) na University of Leeds i London School of Economics. Shi-Ling Hsu jest ekonomistą i profesorem na Florida State University.
Shultz i Becker wspierają neutralną finansowo opłatę węglową (gdzie cały zebrany dochód jest wypłacany obywatelom w formie dywidendy): „Argumentujemy za neutralną finansowo opłatą węglową, ponieważ taki podatek powinien być wyłącznie dla celów wyrównania szans, a nie dla finansowania rządowych programów lub rozwoju sektora zarządzania. Dodatkowo neutralność finansowa oznacza, że nie opłata nie będzie spowalniać wzrostu gospodarczego”.
Ekonomista i profesor prawa Shi-Ling Hsu również wspiera opłatę węglową. W jego książce The Case for a Carbon Tax, Getting Past our Hangups to Effective Climate Policy i podczas wykładów tłumaczy ekonomię opłaty węglowej i dlaczego wierzy, że nałożenie opłat na węgiel w formie podatku węglowego jest bardziej efektywne i wydajne niż np. system państwowej kontroli.
Ekonomista Nicholas Stern popiera opłatę węglową. Wyjaśnia to w swoim raporcie. Raport Sterna jest największym i najbardziej znanym oraz dyskutowanym raportem ekonomicznym odnośnie do zmian klimatu.
30 października 2006 opublikowano dla rządu Wielkiej Brytanii 700-stronicowy raport zatytułowany Przegląd Sterna nt. ekonomiki zmian klimatycznych. Stern omawia w nim wpływ globalnego ocieplenia na światową gospodarkę i stwierdza, że zmiana klimatu jest najgorszą i największej skali porażką rynku, jaką kiedykolwiek widziano, co stanowi wyjątkowe wyzwanie dla ekonomistów.
Według analizy Sterna nie podjęcie akcji spowoduje, że koszt zmiany klimatu będzie odpowiadał utracie przynajmniej 5% globalnego dochodu narodowego brutto (GDP) każdego roku, dziś i zawsze. Raport Sterna przedstawia rozwiązania, włączając podatek ekologiczny celem zminimalizowania ekonomicznych i społecznych zaburzeń. Głównym wnioskiem jest stwierdzenie, że zyski silnego i wczesnego przeciwdziałania wobec zmian klimatu przewyższają koszty braku działania.
Niektóre z obserwacji raportu Sterna:
- korzyści z wczesnego i zdecydowanego działania w obliczu zmiany klimatu przewyższają koszt działań
- dowody naukowe wskazują rosnące zagrożenia poważnych i nieodwracalnych zmian klimatu powiązanych ze emisjami w scenariuszu business-as-usual (BAU)
- zmiana klimatu zagraża podstawowym potrzebom społecznym ludzi całego świata – dostępowi do wody pitnej, produkcji żywności, zdrowiu, zagospodarowaniu terenu i środowisku
- następstwa zmiany klimatu nie są równo rozłożone – najbiedniejsze kraje i najbiedniejsi ludzie ucierpią najwcześniej i najmocniej, kiedy szkody się uwidocznią będzie już za późno, żeby odwrócić proces; z tego względu jesteśmy zmuszeni patrzeć daleko w przód
- emisje są i nadal będą dyktowane przez wzrost gospodarczy, jednak stabilizacja stężenia gazów cieplarnianych w atmosferze jest możliwa i spójna z dalszym rozwojem
- ustanowienie opłaty węglowej jako podatek wolnorynkowo lub przez regulacje jest kluczową podstawą dla polityki zmiany klimatu
- nadal jest czas, by uniknąć najgorszych konsekwencji zmiany klimatu, jeżeli zdecydowanie i wspólnie podejmiemy niezbędne kroki[16].

## Struktura organizacji
Citizens’ Climate Lobby to międzynarodowa społeczność łącząca członków amerykańskiego i kanadyjskiego biura głównego z wolontariuszami pracującymi w różnych lokalnych oddziałach na całym świecie. Marshall Saunders pozostał prezydentem organizacji. Mark Reynolds jest dyrektorem generalnym.
Inni kluczowi członkowie: Steve Valk (dyrektor komunikacji i regionalny menadżer południowo-zachodnim USA), Olivia Domich (zastępca szefa sztabu), Amy Hoyt Bennett (sprawy publiczne), Danny Richter (dyrektor legislacyjny), Madeleine Para (dyrektor programu), Elli Sparks (dyrektor rozwoju oddziałów), Susan Higgins (koordynator członkostw), Lynate Pettingill (dyrektor rozwoju), Sarah Bain (starszy specjalista administracji), Joseph Robertson (koordynator strategii), którzy szkolą nowych członków na całym świecie oraz Rich Vernetti (webmaster). Cathy Orlando jest menadżerem kanadyjskiego oddziału organizacji.
Regionalni koordynatorzy w USA regularnie komunikują się z przedstawicielami lokalnych grup w ich regionie geograficznym. Poza kilkoma opłacanymi stanowiskami, organizacja składa się z tysięcy wolontariuszy. Często wolontariusze sami inicjują nową grupę, formalnie to ogłaszając, gdy znajdą odpowiednią liczbę osób. Kiedy to się stanie, wsparcie i rozwój są zapewniane przez krajowe biuro główne.
Organizacja jest koordynowana przez regularną komunikację elektroniczną na wszystkich poziomach, comiesięcznie międzynarodowe telekonferencje i spotkania grupowe, cotygodniowe międzynarodowe, narodowe lub regionalne rozmowy liderów, krajowe strony internetowe, media społecznościowe.
Ważnym wydarzeniem jest czerwcowa, coroczna, międzynarodowa konferencja, która zawiera tak dużo spotkań z członkami Kongresu Stanów Zjednoczonych, jak tylko możliwe. Kanadyjski oddział CCL w przeszłości koordynował ich coroczne spotkanie członków w Ottawie z innymi organizacjami, a w listopadzie 2013 roku zorganizował swoją pierwszą konferencję na wzór amerykański.

## Priorytety i wpływy
Praca Citizens’ Climate Lobby ma wpływ na lokalną i krajową skalę. W skali lokalnej zrzesza obywateli dbających o przyszłość Ziemi, tworząc społeczność, której członkowie edukują siebie nawzajem. Przez media, stoiska na wydarzeniach i kontakt bezpośredni temat zmiany klimatu przybliżany jest coraz większej grupie mieszkańców danego regionu i lokalnym politykom. Działania te zawierają docieranie do Izby Reprezentantów i Senatorów w Stanach Zjednoczonych oraz posłów i senatorów w Kanadzie.
Przedstawiciele organizacji wierzą, że spotkania członków i budowanie przez nich relacji z decydentami politycznymi jest niebywale istotne i pozwala nadać „ludzkiego charakteru” lokalnym oddziałom tej organizacji pozarządowej. Podczas spotkań dzieli się informacjami i obawami dotyczącymi zmiany klimatu, podnoszą kwestie istotnych ustaw związanych z klimatem, które w danym czasie są tworzone. Lokalne oddziały służą nie tylko politykom, ale dokształcają też obywateli w tematach związanych z ustawą o opłacie i dywidendzie węglowej jak i informują o pilnych działaniach, które każdy powinien podjąć. Miesięczne spotkania lokalnych oddziałów pozwalają członkom omówić obecne problemy, zaplanować najbliższe akcje i obdarzać się wzajemnym wsparciem.
Na poziomie narodowym oddziały Citizens’ Climate Lobby mogą bezpośrednio wpłynąć na tworzone prawo poprzez wykonaną pracę w lokalnych grupach. Dzięki bezpośrednim relacjom ludzi w różnych częściach kraju i ich wspólnemu celowi budowane jest szerokie poparcie dla zrównoważonego rozwoju.  Razem te osoby i grupy stają się silniejszym głosem, który przykuwa uwagę obywateli i polityków.

## Inicjatywy
Lobbiści CCL budują polityczną wolę dla zrównoważonego klimatu i dają innym energię do działania poprzez między innymi:
- Szkolenie siebie, ich przyjaciół i wpływowych ludzi w dziedzinach nauki, ekonomii, socjologii, biznesu, mechanizmów zaprzeczania, polityki, komunikacji i wielu innych powiązanych ze zmianą klimatu.  Sponsorują okresowe cykle szkoleń w postaci audio konferencji znanych jako CCL University[3].
- ręczne pisanie listów do polityków, w szczególności członków rządu i zachęcanie obywateli, by dołączyli do tej aktywności
- bezpośrednie rozmowy z politykami w ich biurach poselskich, jak i siedzibie rządu
- uczestniczenie w lokalnych wydarzeniach, gdzie mogą zaangażować ludzi, zwiększyć ich świadomość o zmianie klimatu i zachęcić do działania
- tworzenie multimediów (blogi, strony internetowe, media społecznościowe), pisanie listów do redakcji, publikowanie artykułów w prasie, nagrywanie filmów dla telewizji i internetu oraz przygotowywanie prezentacji przedstawiających naukowe fakty w przystępny sposób
- współpracowanie z innymi organizacjami, tworząc zróżnicowane koalicje, by razem budować polityczne poparcie dla zrównoważonego klimatu[3].

## Osiągnięcia
- liczba lokalnych grup podwaja się każdego roku, począwszy od 3 w 2007 r. do 6 w 2008 roku, do 14 w 2009, do 24 w 2010, 44 w 2011, 74 w 2012, 148 w 2013, do 228 w 2014 roku[3]
- przedstawiciele organizacji skierowali wniosek legislacyjny o opłacie i dywidendzie węglowej, wprowadzony przez Jamesa Hansena podczas dnia Ziemi na National Mall w Waszyngtonie[10]
- liczba opublikowanych listów do redakcji rośnie z roku na rok: 537 w 2012 roku do 2253 w 2014 roku[3]
- spotkania z redakcją stały się częstsze: 24 w 2012 i 52 w 2014 roku; opublikowane artykuły redakcyjne (OP EDS) wzrosły z 87 w 2012 do 291 w 2014 roku[3]
- liczba spotkań z członkami Kongresu wzrosła z 534 w 2012 do 1086 w 2014 roku[3]
- coroczna międzynarodowa konferencja w Waszyngtonie; w 2013 roku 367 367 uczestników wspólnie spotkało się z 439 członkami Kongresu i ich pracownikami[21]
- opublikowany przez CCL raport ekonomiczny o budowaniu „zielonej” gospodarki (wrzesień 2010), którego autorem jest członek organizacji: Joseph Robertson[22]; raport ten jest używany jako źródło przez media i członków rządu.

## Specjalne działania w Kanadzie
W Kanadzie Citizens’ Climate Lobby bierze udział w wielu projektach związanych ze zmianą klimatu. Niektóre z inicjatyw to:
- dołączenie do wolontariuszy w trakcie dorocznej konferencji w Waszyngtonie i pomoc w rozmowach z członkami Kongresu USA
- spotkanie z członkami parlamentu (Kanada) i członkami zgromadzeń ustawodawczych prowincji (MLAs/MPPs/MHAs/MNAs), aby omówić opłatę i dywidendę węglową oraz inne zagadnienia związane ze zmianą klimatu[2]
- współpraca z Kanadyjskim Climate Action Network, aby zachęcić rząd Kanady do usunięcia dotacji dla paliw kopalnych i ustanowić uczciwą cenę emisji dwutlenku węgla
- budowanie poparcia kanadyjskiej strategii energetycznej „Pan”
- udział w projekcie petycji do parlamentu na rzecz zrównoważonego klimatu
- rozwój relacji i partnerstwa strategicznego z grupami o podobnych poglądach na szczeblu lokalnym, regionalnym, krajowym i międzynarodowym[2].

## Współpraca
Citizens’ Climate Lobby jest bezpartyjną grupą, która buduje i rozwija relacje oraz może koordynować pewne działania z wieloma organizacjami, mającymi podobne cele. W 2013 roku Bill McKibben, założyciel 350.org, rekomendował organizację, mówiąc: „ich [CCL] nieustające skupienie na potrzebie opłaty i dywidendy węglowej przyczynia się do debaty w dokładnie dobrym kierunku. Jestem niezmiernie wdzięczny za ich wytrwałość i kreatywność”.